# Municipio de Union (condado de Perry, Misuri)
El municipio de Union (en inglés: Union Township) es un municipio ubicado en el condado de Perry en el estado estadounidense de Misuri. En el año 2010 tenía una población de 1062 habitantes y una densidad poblacional de 9 personas por km².

## Geografía
El municipio de Union se encuentra ubicado en las coordenadas 37°38′21″N 89°43′42″O / 37.63917, -89.72833. Según la Oficina del Censo de los Estados Unidos, el municipio tiene una superficie total de 117.94 km², de la cual 117,91 km² corresponden a tierra firme y (0,02 %) 0,03 km² es agua.

## Demografía
Según el censo de 2010, había 1062 personas residiendo en el municipio de Union. La densidad de población era de 9 hab./km². De los 1062 habitantes, el municipio de Union estaba compuesto por el 98,87 % blancos, el 0,28 % eran de otras razas y el 0,85 % eran de una mezcla de razas. Del total de la población el 0,75 % eran hispanos o latinos de cualquier raza.